# غويلين
غويلين (بالصينية: 桂林市) هي مدينة من مدن الصين. يبلغ عدد سكانها 4747963 نسمة. يبلغ ارتفاع المدينة عن سطح البحر قرابة 153 متر. تبلغ مساحتها 27809 كم².

## توأمة
لغويلين اتفاقيات توأمة مع كل من:
- جيجو
- تورون (2010 - )[6]
- كوماموتو
- أورلاندو (1986 - )[7]

## أعلام
- باي تشونغسي
- شي تاو
- كاثي باو بين
- تيدي روبن
- يو سايتشانغ
- هوانغ زيان فان

## وصلات خارجية
- الموقع الرسمي